# Albert Flamm
Albert Flamm (Colonia, 9 aprile 1823 – Düsseldorf, 28 marzo 1906) è stato un pittore tedesco, specializzato nella pittura paesaggistica e divenuto famoso per i suoi dipinti eseguiti in Italia.

## Biografia
Albert Flamm dapprima studiò Architettura all'Accademia d'Arte di Düsseldorf, e ad Anversa dal 1836 al 1838. Poi, tornato a Düsseldorf, dal 1841 si dedicò invece alla pittura divenendo allievo di Andreas Achenbach; questo gli permise di stringere amicizia con il suo fratello minore Oswald, anch'egli pittore.
Con questo fece diversi viaggi di studio, il primo nel 1845 sul Reno, nella Valle Aurina (nell'attuale Alto Adige), e sulla Mosella. E poi nel 1850 anche a Nizza, Genova e Roma dove si stabilirono per qualche tempo facendo la conoscenza di altri artisti tra cui Arnold Böcklin; da qui si spostarono anche verso la Campagna romana, l'Agro Pontino, e il sud dell'Italia fino a Napoli e ai suoi dintorni, per dipingere.
Questo viaggio in Italia si ripeté nel 1853 e poi ancora successivamente quasi ogni anno. Oswald Achenbach e Albert Flamm divennero così "pittori italiani": Sanford Robinson Gifford, un pittore americano maestro del Luminismo d'oltreoceano, scrisse in una sua lettera da Roma del 1868 che Achenbach era l'unico pittore capace di catturare il paesaggio italiano su una tela, però facendo una esplicita eccezione per Albert Flamm la cui rappresentazione della Campagna era "esemplare e vera".
Il 6 agosto 1848 Albert Flamm fonda a Düsseldorf assieme ad altri colleghi l'Associazione degli Artisti Malkasten. Il 19 ottobre 1860 si sposa con Anna Arnz, figlia dell'editore Heinrich Arnz (della Arnz & Comp.) la quale era anche sorella del pittore Albert Arnz e di Julie Arnz (1827-1896), che a sua volta andò in moglie a Oswald Achenbach, con il che Albert Flamm e Oswald Achenbach divennero cognati.
Albert Flamm ebbe anche una sorella di nome Charlotte (1820-1895) che fu una pittrice di nature morte, ed un figlio, Carl, che fu un ritrattista. Un altro figlio, che chiamò Oswald, studiò invece ingegneria navale e marina a Charlottenburg e divenne uno dei principali ricercatori e progettisti nella costruzione di navi e sottomarini dell'impero tedesco.
A partire dal 1861 il norvegese Ludwig Munthe poi lo statunitense Alfred Cornelius Howland divennero studenti privati di Flamm, e più tardi anche la svedese Jeanna Bauck e un altro americano, William Keith. Nel 1870 cominciò a sostituire Oswald Achenbach come insegnante alla Accademia d'Arte di Düsseldorf e in questa veste ebbe come studente Gregor von Bochmann. Nel 1898, in occasione del cinquantesimo anniversario della Malkasten, Albert Flamm, e insieme Otto Erdmann e Georg Oeder, furono insigniti del titolo di Cavaliere dell'Ordine dell'Aquila rossa.

## Lavoro

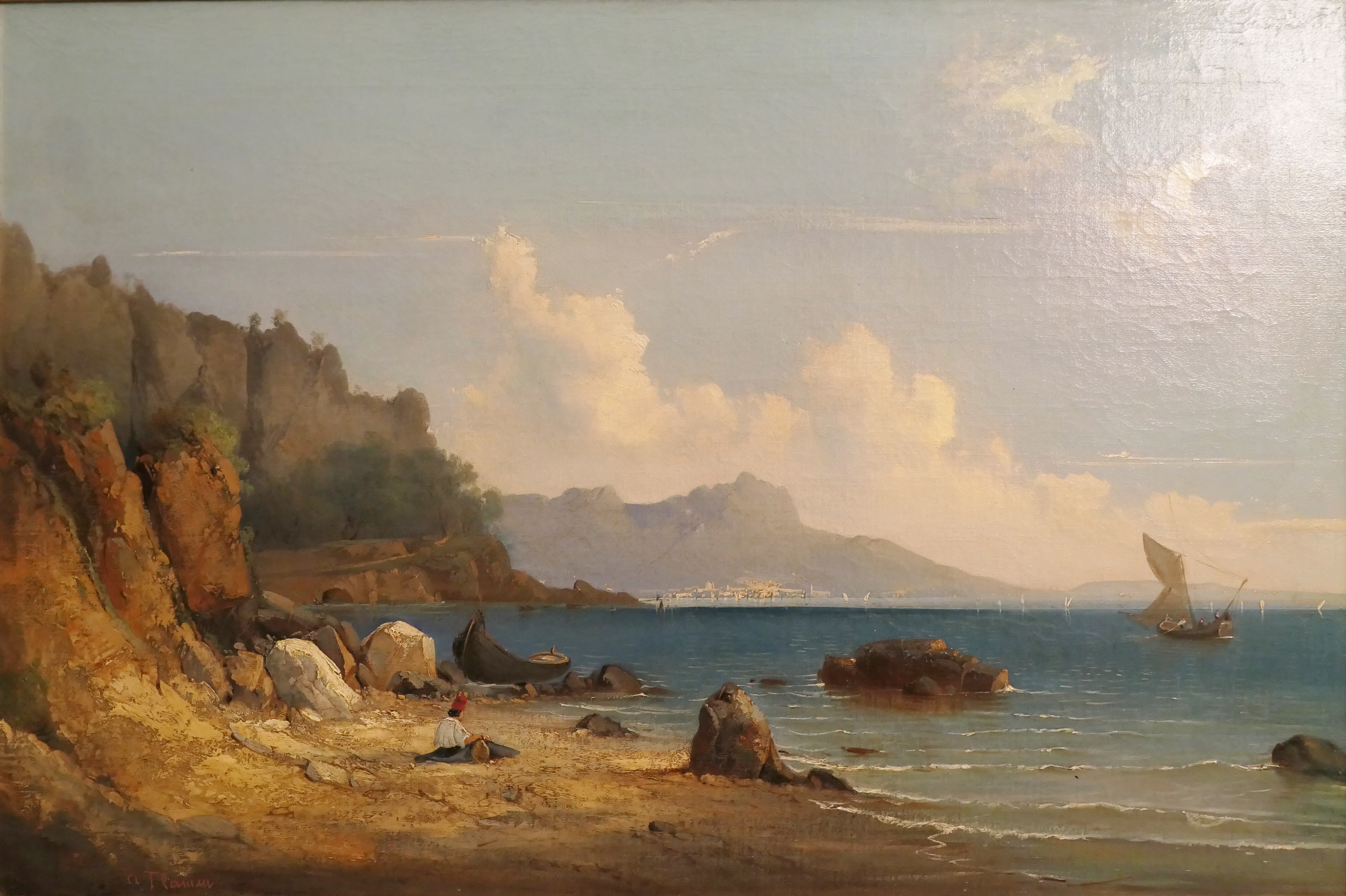
Costa amalfitana.

Albert Flamm dipinse prevalentemente paesaggi italiani, che ebbero successo per la loro verosimiglianza nei confronti della natura, per i colori luminosi e smaglianti e per le pennellate abilissime stese con maestria. In Italia predilesse i paesaggi nei dintorni di Roma e di Napoli, che rappresentava sotto il sole caldo e luminoso di quei luoghi con dettagli finemente dipinti, sovente con scene quotidiane della popolazione contadina, che corrispondevano alle aspettative della sua ricca clientela di turisti, specialmente tedeschi, in Italia. E a tale scopo sceglieva spesso per dipingere una postazione di visione elevata così da poter creare prospettive ampie e panoramiche. In certe sue tele il caldo paesaggio mediterraneo diventa quasi fisicamente percepibile per lo spettatore, e il mare una promessa di refrigerio, e spesso dai suoi dipinti emana quella specie di nostalgia per l'Italia che colpiva una larga parte della borghesia tedesca contemporanea dell'artista.
Nell'ambito della pittura paesaggistica di Düsseldorf nella seconda metà dell'Ottocento Albert Flamm fu, insieme a Oswald Achenbach e a Eugen Dücker, la figura più rappresentativa sia come artista che come insegnante. Un suo Paesaggio italiano è conservato al Museo di Düsseldorf. Ebbe una menzione d'onore nel 1863.

## Galleria d'immagini

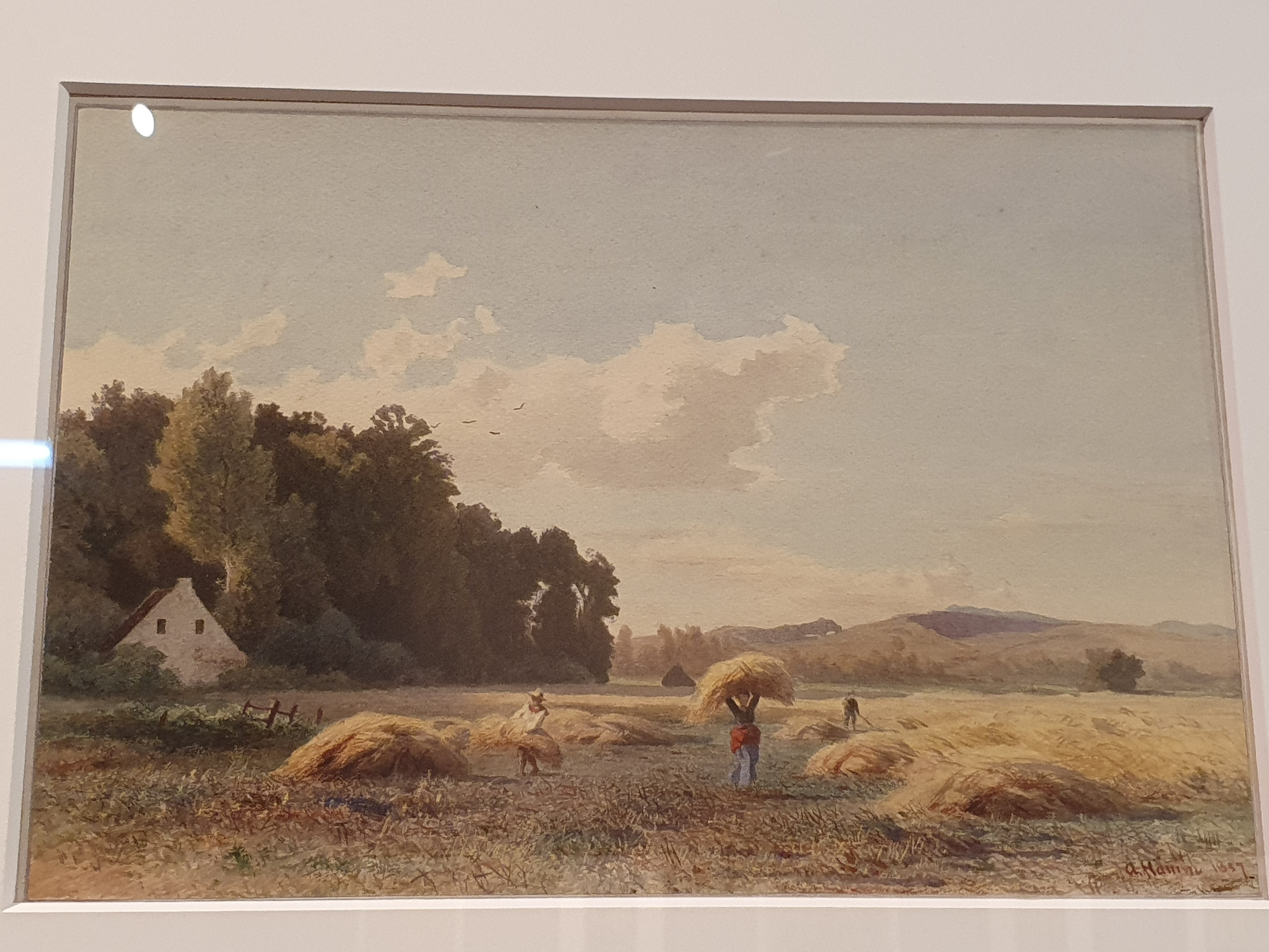
Veduta di Grafenberg, 1857
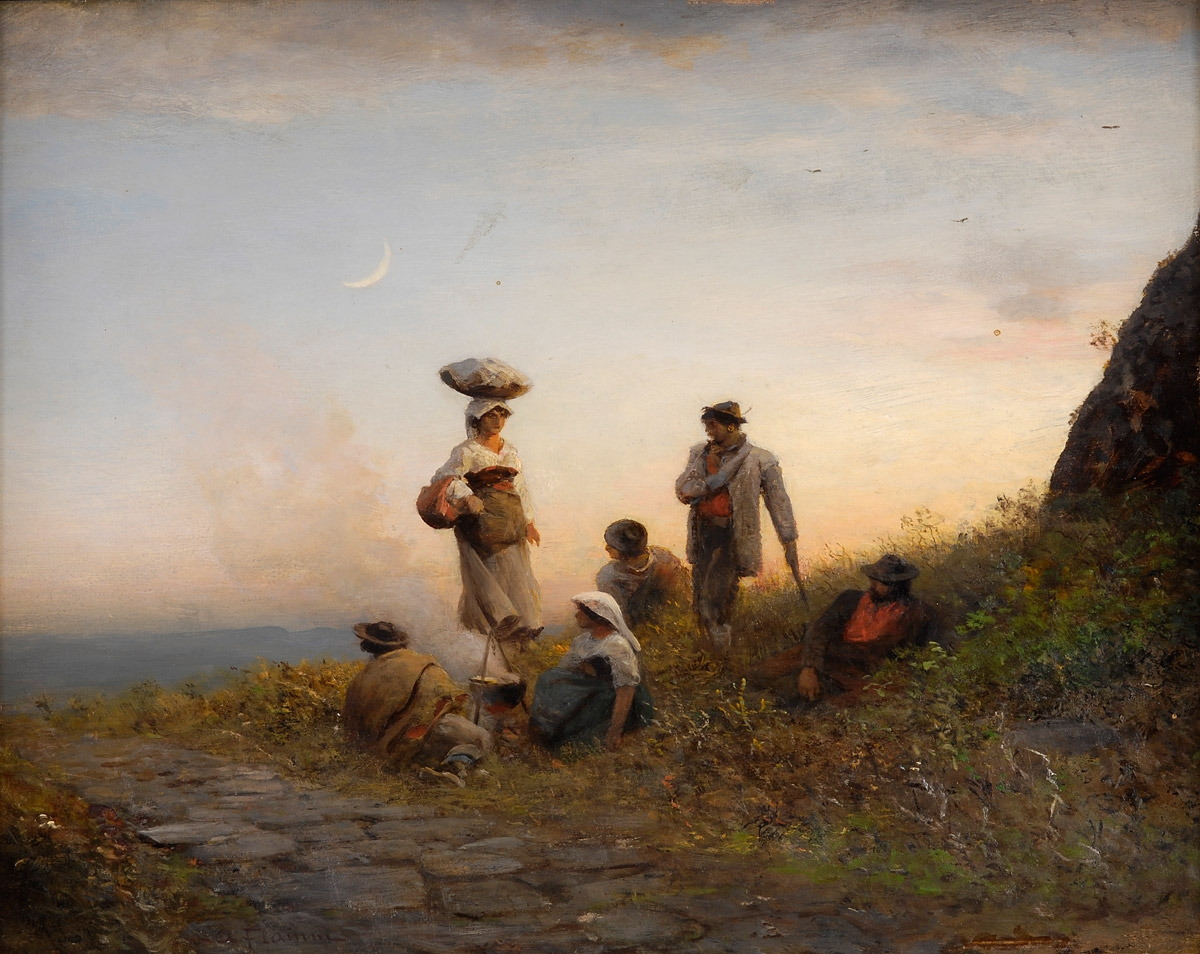
Nella Campagna romana
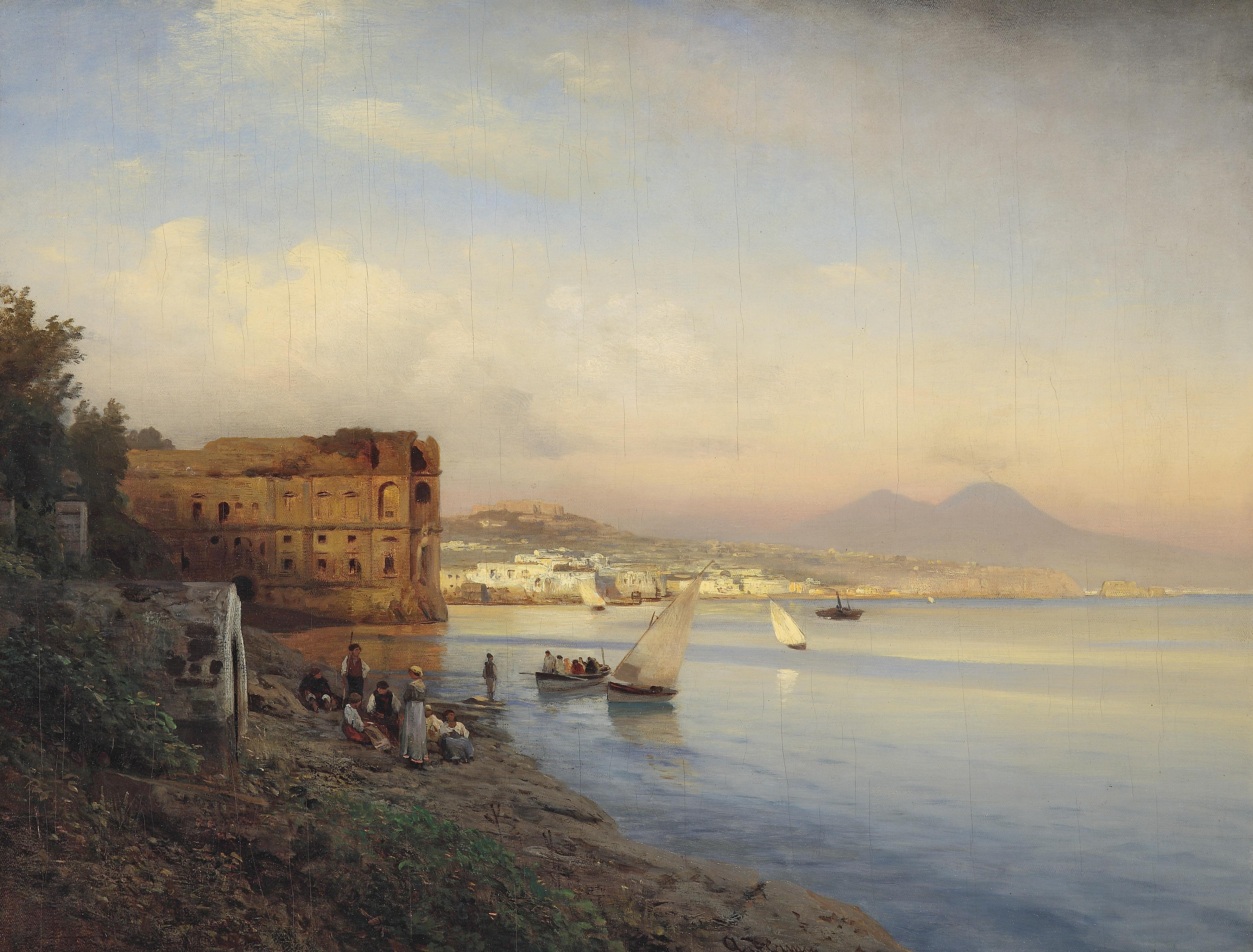
Veduta della Baia di Napoli
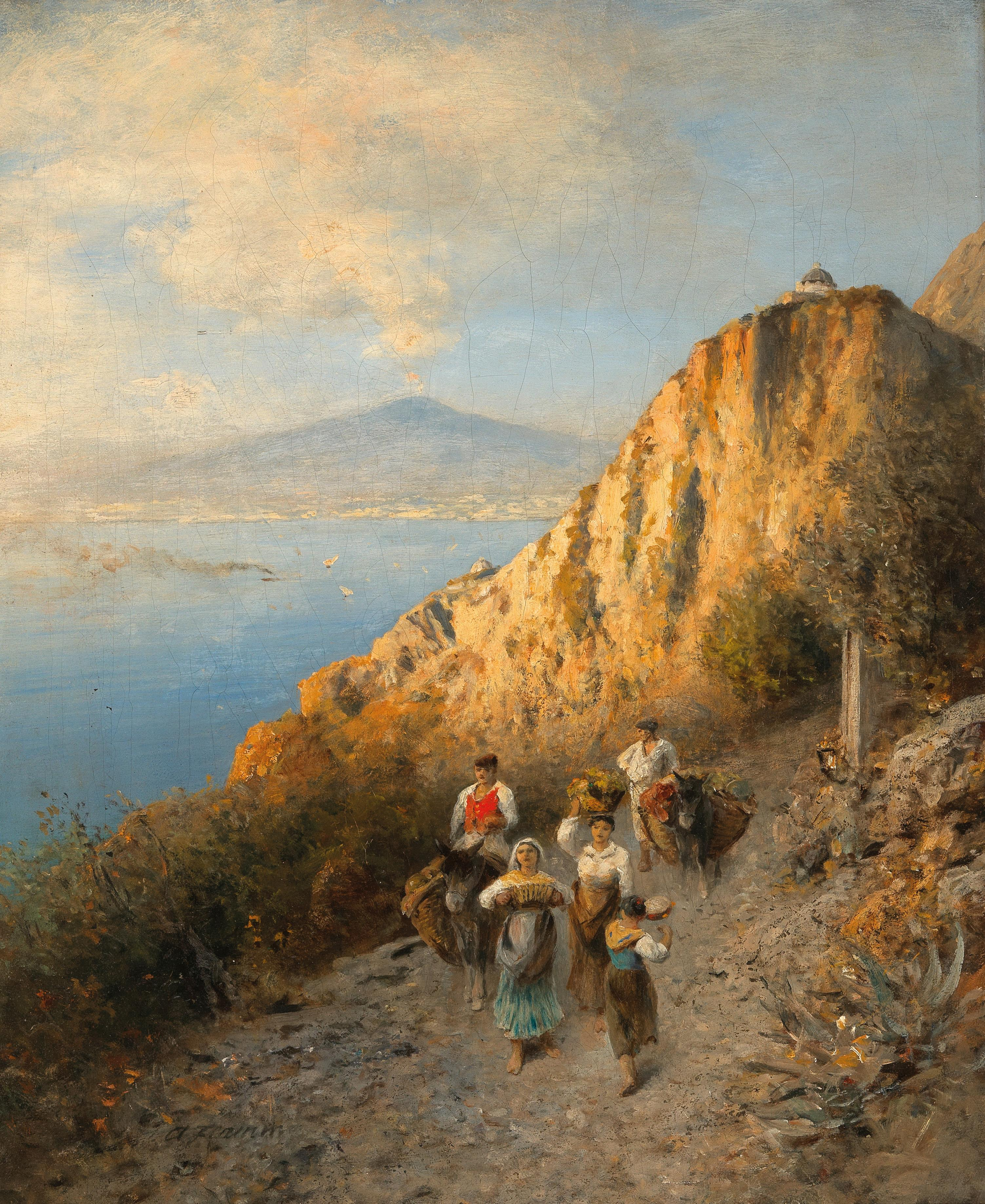
Ritorno dal mercato
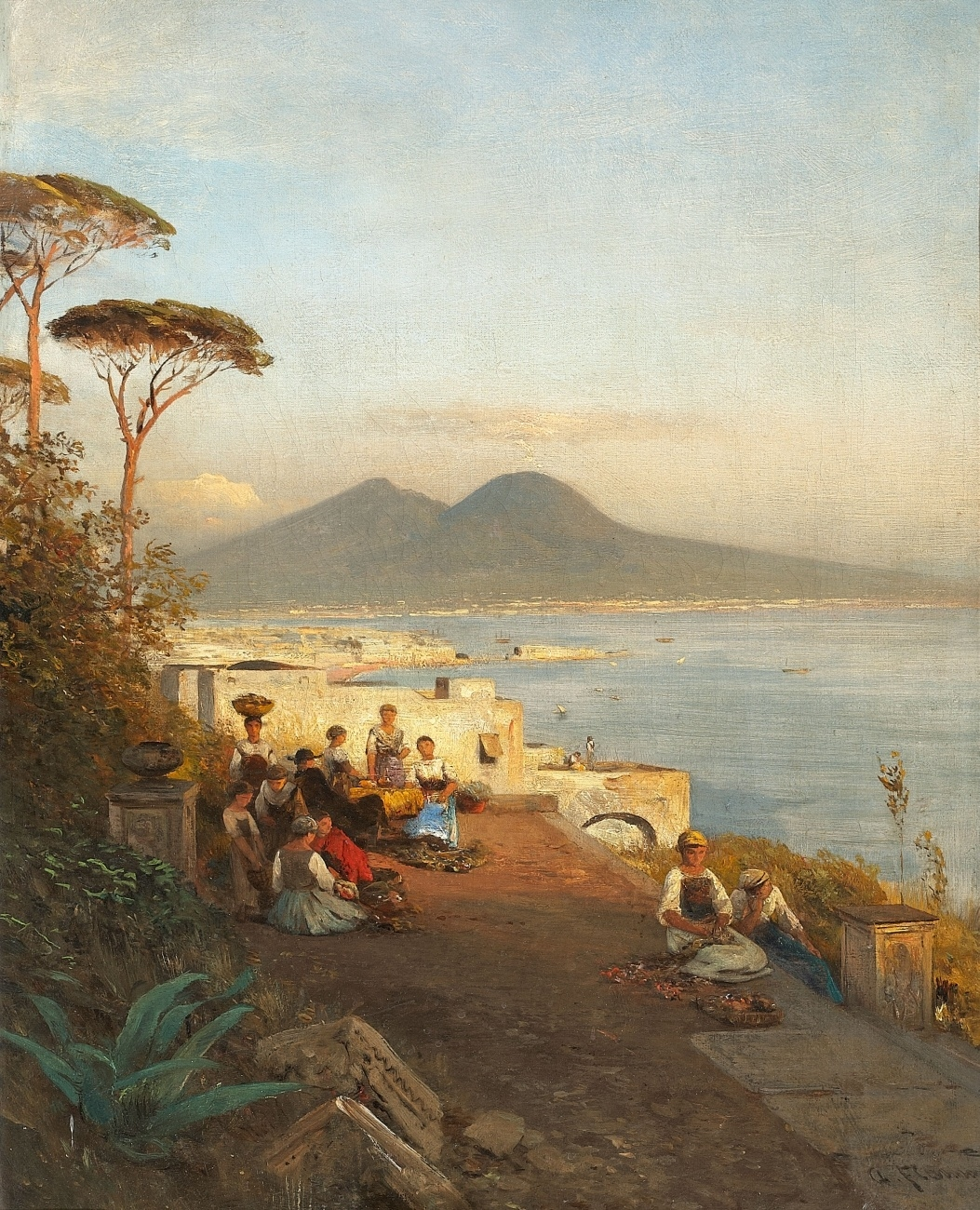
Il Golfo di Napoli
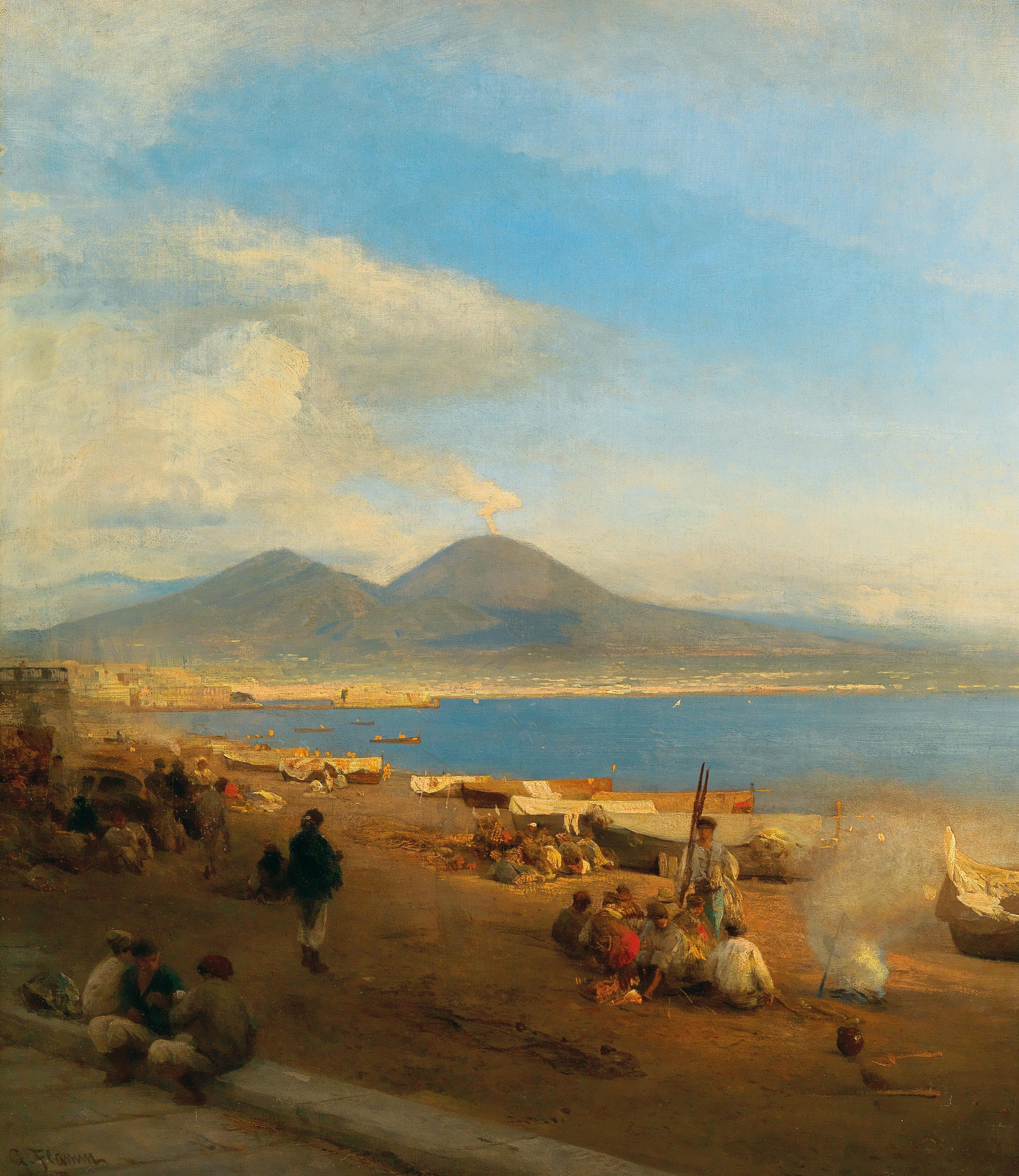
Il Golfo di Napoli da Posillipo
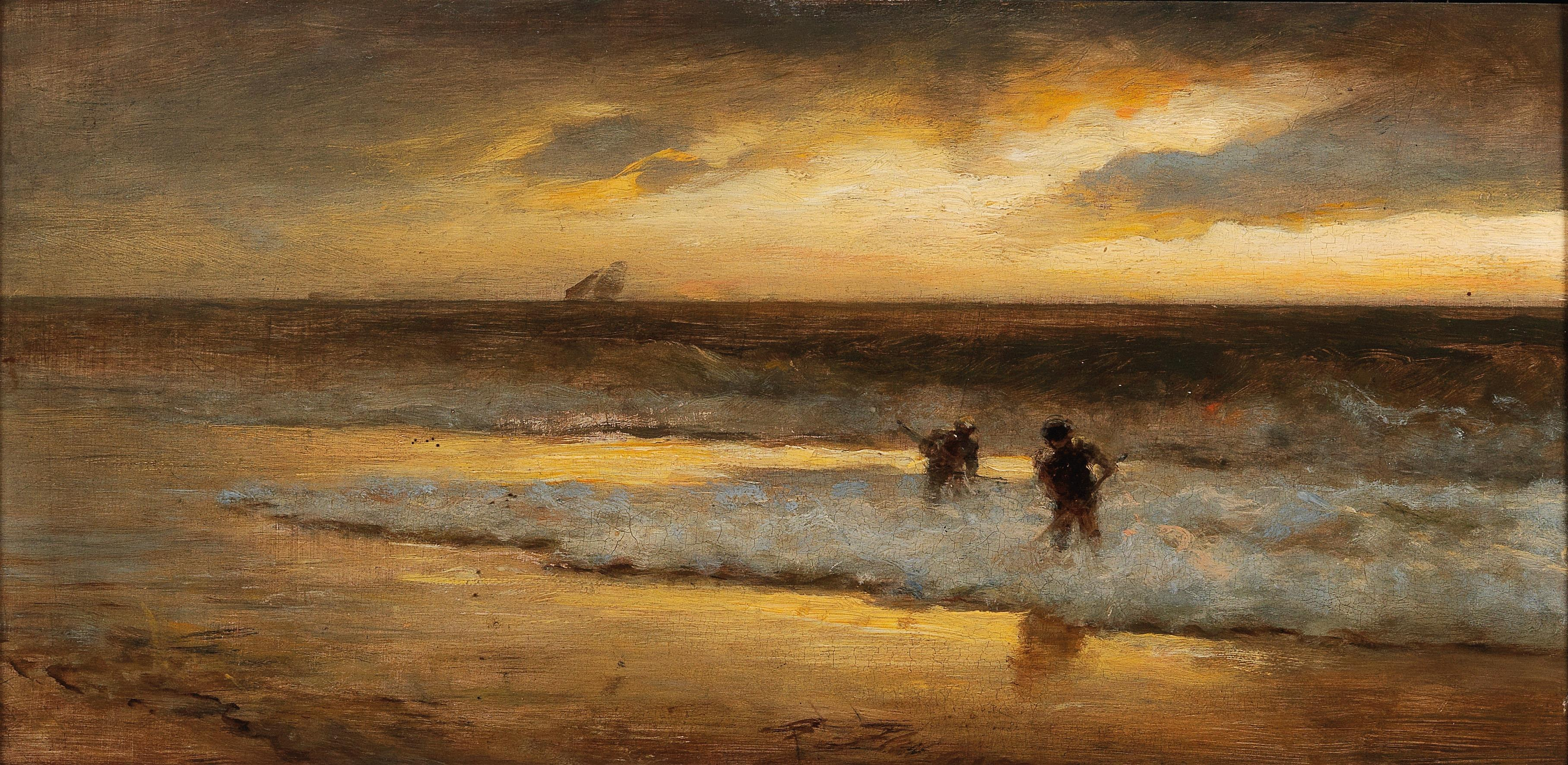
Pescatori di granchi sulla spiaggia
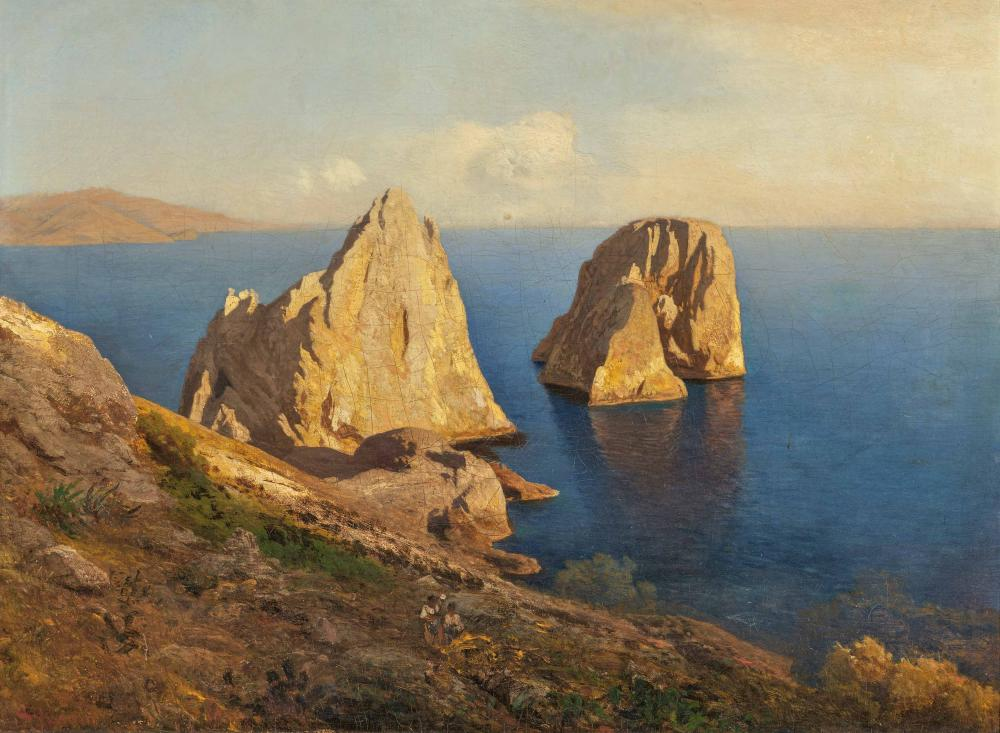
I Faraglioni di Capri